# Cithaeron jocqueorum
Cithaeron jocqueorum är en spindelart som beskrevs av Norman I. Platnick 1991. Cithaeron jocqueorum ingår i släktet Cithaeron och familjen Cithaeronidae.
Artens utbredningsområde är Elfenbenskusten. Inga underarter finns listade i Catalogue of Life.